# Mullet (acconciatura)

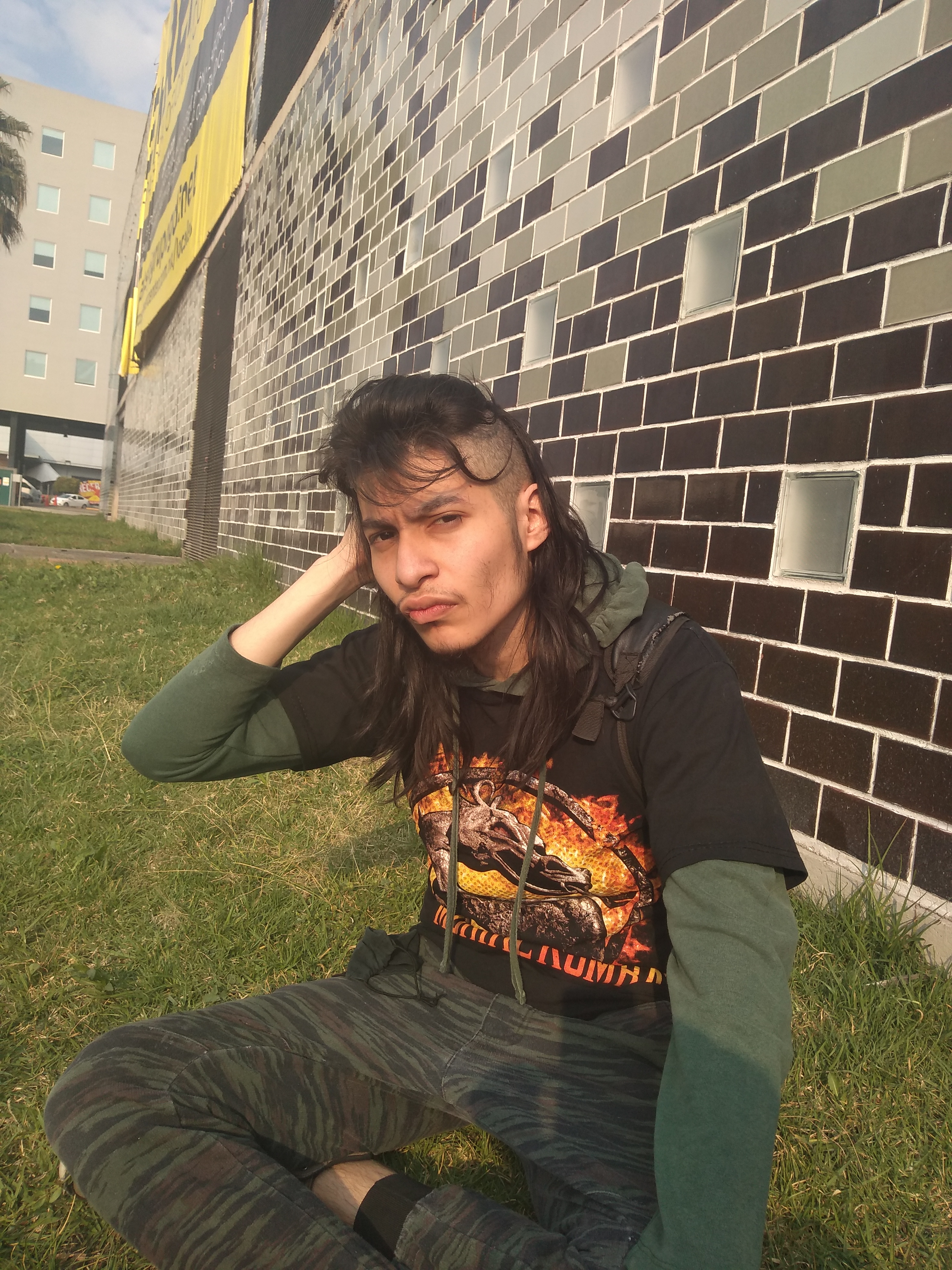
Ragazzo messicano nel 2022 che sfoggia il mullet

Il mullet (UK /ˈmʌlɪt/, USA /ˈmʌlɪt/; lett. "muggine") è un particolare tipo di acconciatura, sia maschile sia femminile, anche se prevalentemente maschile, tipica della moda degli anni ottanta.

## Nome
In italiano in passato era conosciuto come "taglio alla MacGyver", dal nome del protagonista dell'omonima serie televisiva statunitense, "alla tedesca" o "alla triglia".
L'attribuzione del nome all'acconciatura viene spesso individuata nella frase australiana looking like a stunned mullet ("sembrare un cefalo stordito"). L'Oxford English Dictionary inserì il lemma nel 1995, citando la canzone Mullet Head pubblicata dai Beastie Boys l'anno precedente.

## Storia
Il taglio di capelli mullet si caratterizza per essere corto davanti, sopra e sui lati e lungo dietro. Il mullet ha origini antiche, nel V secolo d.C. lo portavano i giovani alunni di Procopio di Cesarea. Una specie di mullet si portava tra gli uomini intorno agli anni trenta-cinquanta del Seicento, i capelli erano arricciati, corti sulla fronte e lunghi dietro. 

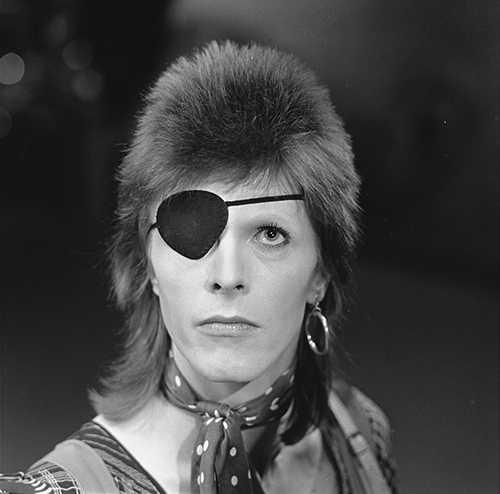
David Bowie con un mullet nel 1974

Fu poi particolarmente di moda indistintamente sia fra gli uomini sia fra le donne negli anni ottanta, conoscendo proprio nel 1985 la sua massima diffusione, benché David Bowie lo sfoggiasse già negli anni settanta, mentre Paul McCartney e Tom Jones addirittura nei tardi anni sessanta. Fu però solo in seguito, grazie all'ampia diffusione mediatica data da serie televisive come General Hospital o McGyver e popstar come Michael Bolton, Phil Collins, Limahl, Tina Turner, Bono Vox o Paul King e le varie band musicali come gli Wham!, che il taglio divenne popolare. In ambito sportivo, all’indomani del Campionato mondiale di calcio 1982, questa acconciatura conobbe una rapida diffusione tra i calciatori, soprattutto tedeschi: durante la rassegna iridata fu Pierre Littbarski uno tra i primi giocatori a sfoggiare il mullet.
Caratteristica del mullet degli anni ottanta è l'acconciatura quasi sempre portata all'indietro e le basette spesso portate molto corte e a punta, ad esempio come Andrew Ridgeley, membro degli Wham! Nell'ambito giornalistico l'acconciatura mullet è portata anche dal teorico della cospirazione David Icke. Il periodo di massima diffusione del taglio si ebbe tra il 1983 e il 1987, spesso le punte dei capelli erano leggermente schiarite come nel caso di George Michael. Tra il 1987 e il 1988 il mullet comincia a passare di moda, ad esempio i giovani come Rick Astley e Nick Kamen non lo portano. A metà degli anni novanta il mullet passa definitivamente di moda. 
Successivamente, in forma rivisitata, riappare nella prima metà degli anni duemila con il movimento electro dance (impropriamente conosciuto come Tektonik), portato anche da varie celebrità come Scarlett Johansson, Laura Bono, Tegan and Sara e Alex Parks. Nello stesso decennio in Nord America si organizzano dei raduni di nostalgici che sfoggiano i mullet più strani, spesso molto diversi da quelli degli anni ottanta.
Ancora, negli anni duemiladieci iniziano a sfoggiarlo personaggi famosi come Rihanna, Sandra Bullock, Yolandi Visser cantante dei Die Antwoord e Mike Gundy, allenatore di football americano. Nel 2020 ha suscitato scalpore la scelta della cantante e attrice Miley Cyrus di tagliarsi i capelli in stile mullet. A partire dal 2020 con il lockdown, molti ragazzi hanno iniziato a far crescere i loro capelli, di conseguenza una parte di loro ha iniziato a sperimentare, facendo tornare di moda il mullet, sia versione anni ottanta, sia il flat-top mullet con le sue varianti più moderne.